# Chine aux Jeux olympiques d'hiver de 1998
La Chine est représentée par 57 athlètes aux Jeux olympiques d'hiver de 1998 à Nagano.

## Médailles

### Or
Aucune médaille d'or n'a été remportée par la délégation chinoise lors de ces Jeux olympiques.

### Argent
| Sport                  | Discipline          | Sportifs                                           | Performance |
| Médailles d'argent : 6 |                     |                                                    |             |
| Short-track            | Relais 3000m femmes | Sun Dandan Wang Chunlu Yang Yang (A) Yang Yang (S) |             |
| Short-track            | 1000m hommes        | Li Jiajun                                          |             |
| Short-track            | 1000m femmes        | Yang Yang (S)                                      |             |
| Short-track            | 500m femmes         | Yang Yang (S)                                      |             |
| Short-track            | 500m hommes         | An Yulong                                          |             |
| Saut acrobatique       | Saut femmes         | Xu Nannan                                          |             |

### Bronze
| Sport                   | Discipline        | Sportifs                             | Performance |
| Médailles de bronze : 2 |                   |                                      |             |
| Short-track             | 5000m hommes      | Li Jiajun Feng Kai Yuan Ye An Yulong |             |
| Patinage artistique     | Individuel femmes | Chen Lu                              |             |